# Бик з Волл-стріт
Бик з Волл-стріт (англ. Bull of Wall Street), також відомий як Бик, що атакує (англ. Charging Bull) — 3200-кілограмова бронзова статуя, яку створив американський скульптор італійського походження Артуро Ді Модіка. Розташована на півночі парку Боулінг-Ґрін у Фінансовому кварталі Нью-Йорка, за два квартали на південь від будівлі Нью-Йоркської фондової біржі. Статуя (висотою 3,4 м і довжиною 4,9 м) зображує потужного, розлюченого, готового до нападу бика, символізуючи агресивний фінансовий оптимізм і процвітання («биками» на біржовому сленгу називають трейдерів, орієнтованих на підйом економіки та зростання цін акцій). За деякими оцінками, щодня подивитися на скульптуру приходить близько тисячі туристів. Один із найпопулярніших символів Нью-Йорка та Волл-стріт.

У книзі «Монументи Мангеттена: Історичний гід» Діан Дюрант так описує скульптуру:
Бронзовий бик присів і пригнув голову, нахилився в один бік, всі його м'язи напружені, хвіст зігнутий, як нагайка, а довгі гострі роги кажуть про те, що не варто зв'язуватися з такою небезпечною твариною. Весь його вигляд випромінює енергію та силу.
За словами Ді Модіки, який 1998 року дав інтерв'ю «Нью-Йорк Дейлі Ньюз», ця статуя мала стати першою в серії з п'яти биків, установлених у різних містах світу. 2010 року Ді Модіка встановив у Шанхаї схожого бика, який отримав назву Шанхайський бик. За словами скульптора, він «червоніший, молодший і сильніший» від Бика з Волл-стріт, хоча й не дуже відрізняється від нього розмірами.

## Створення та встановлення
Ді Модіка витратив 360 000 доларів, щоб після краху фондового ринку 1987 року відлити і встановити скульптуру, як символ «сили і міці американського народу». Створення статуї було ініціативою самого скульптора, а не замовленням міста. Це був акт вуличного мистецтва: 15 грудня 1989 року Ді Модіка на вантажівці привіз бика в Нижній Мангеттен і встановив біля підніжжя величезної ялинки перед Нью-Йоркською фондовою біржею як різдвяний подарунок мешканцям Нью-Йорка. У той день помилуватися биком прийшли натовпи людей, і коли вони зупинялися перед монументом, Ді Модіка роздавав їм листівки з описом скульптурної композиції і причин, що спонукали його зробити цей монумент.
Поліція конфіскувала встановлену без дозволу влади скульптуру та прибрала її з вулиці. Завдяки подальшим протестам громадськості, Нью-Йоркський департамент парків і місць відпочинку встановив бика за два квартали на південь від будівлі біржі, на площі Боулінг-Ґрін, мордою до Бродвею.

## Власність
2004 року Ді Модіка, який, як і раніше, володіє авторськими правами на свою скульптуру, оголосив, що виставляє бронзового бика на продаж, з умовою, що покупець не перенесе статую з нинішнього її місця. У 2006 і 2009 роках скульптор подавав позови до низки компаній, серед них компанія Walmart, за отримання незаконної вигоди шляхом використання зображень статуї у своїх рекламних кампаніях та продажу копій бика. 2009 року Ді Модіка подав до суду на видавництво Random House за використання фотографії бика на обкладинці книги про колапс фінансових підрозділів Lehman Brothers.
Оскільки місто Нью-Йорк не володіє статуєю, вона стоїть на своєму нинішньому місці завдяки спеціальному дозволу, виданому 1989 року, тоді ж офіційно заявлено, що «це місце розташування пам'ятника тимчасове». Однак є думка, що пам'ятник залишиться тут назавжди. Наприклад, цитата зі статті в газеті «Нью-Йорк Дейлі Ньюз» 1998 року: «нове місце розташування, схоже, постійне». Або цитата з журналу «Art Monthly»: «І влада, і громадськість Нью-Йорка, вважають, що монумент — це постійний елемент Нижнього Мангеттену».

## Туристична пам'ятка
Щойно скульптуру розмістили на площі Боулінг-Ґрін, вона відразу набула популярності. Відтоді вона — один із найвідоміших та найфотографованіших об'єктів міста. Її популярність порівнюють зі статуєю Свободи. Генрі Штерн, член міської комісії з парків, 1993 року, коли статуя вперше з'явилася у фінансовому кварталі, сказав: «Люди просто божеволіють через бика, він повністю захоплює їхню уяву».
Популярність статуї має міжнародний характер. 2007 року газети зазначали, що до бика ніколи не закінчується черга туристів з Індії, Великої Британії, Південної Африки, Венесуели, Китаю і, звичайно ж, із самих США. У популярному боллівудському фільмі «Настане завтра чи ні» одну з музичних сцен фільму знято на тлі бика, що збільшило його впізнаваність серед індійців. Один із туристів, опитаних журналістами, сказав, що саме ця статуя стала причиною його поїздки.